# بافل ياناس
بافل ياناس (بالبولندية: Paweł Janas)‏ (مواليد 4 مارس 1953) هو لاعب كرة قدم. يلعب مع منتخب بولندا لكرة القدم. سبق له أن لعب في كأس العالم لكرة القدم مع منتخب بلاده.

## روابط خارجية
- بافل ياناس على موقع الاتحاد الدولي (مؤرشف)  (الإنجليزية)
- بافل ياناس على موقع الاتحاد الأوربي (الإنجليزية)
- بافل ياناس على موقع قاعدة بيانات كرة القدم.إي يو (الإنجليزية)
- بافل ياناس على موقع ناشيونال فوتبول تيمز (الإنجليزية)
- بافل ياناس على موقع عالم كرة القدم.نت (الإنجليزية)